# Переа (Солун)
Переа (грч. Περαία) је приморски град и седиште општине Солунски Залив у периферији Средишња Македонија, Грчка. Према попису из 2021. године било је 16.910 становника.
Переа је некада била читлучко насеље Чаир које је током Балканских ратова напуштено. После 1922. године на овом месту је подигнуто насеље где је насељено 204 грчких избегличких породица из Турске, укупно 740 особа. На попису из 1928. године Переа је имала 858 становника. Након Грчког грађанског рата због повољног географског положаја насеље се брзо развија, подижу се нова насеља Паралија Переас и Валтос, а бележи се пораст броја становника. Од 1971. године Паралија Переас се спојена са Переом, те је на попису из 1991. године град имао 2.949 становника.